# La Muchacha Pagana

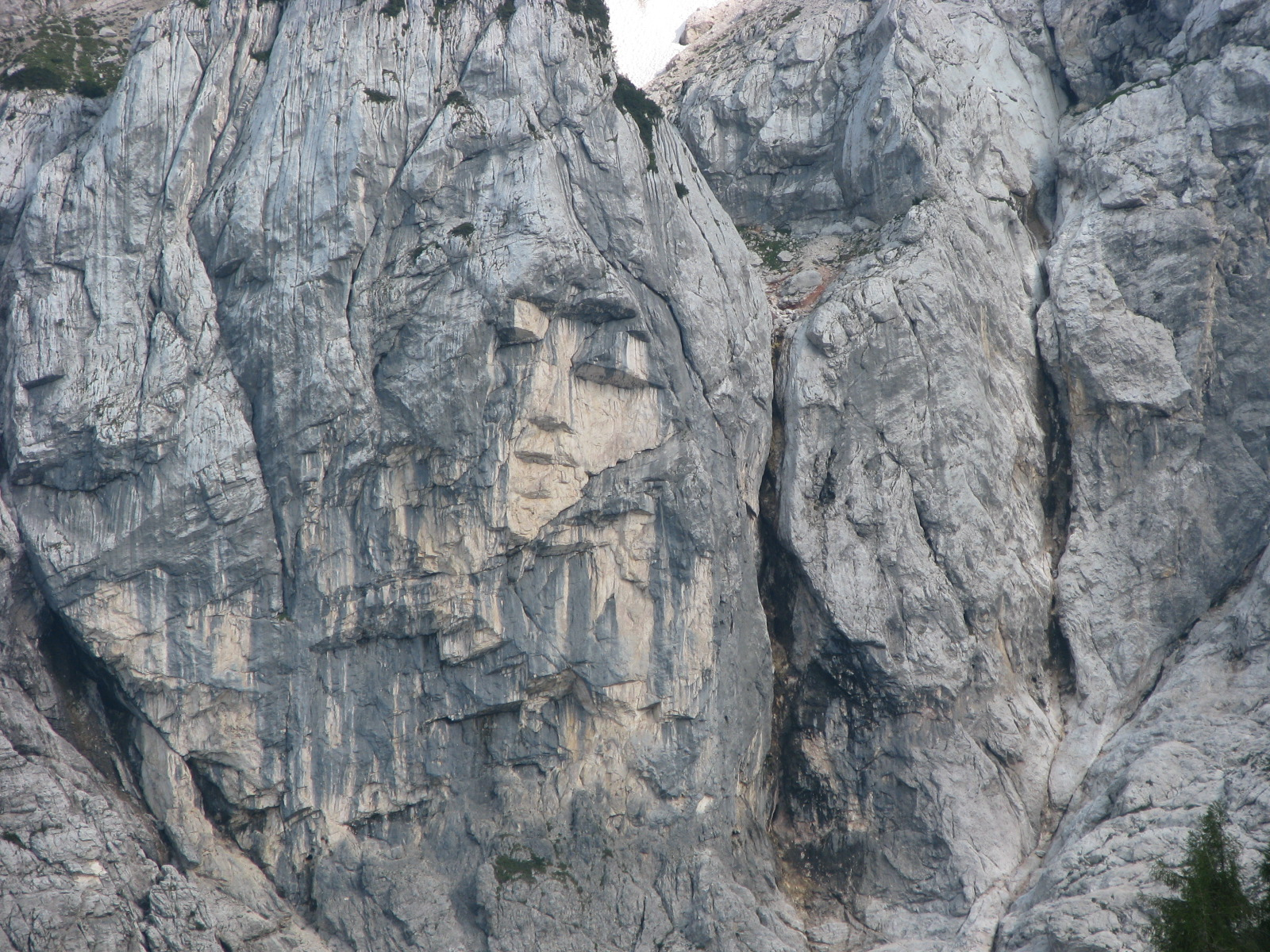
La Muchacha Pagana, en el lado norte del monte Prisojnik.

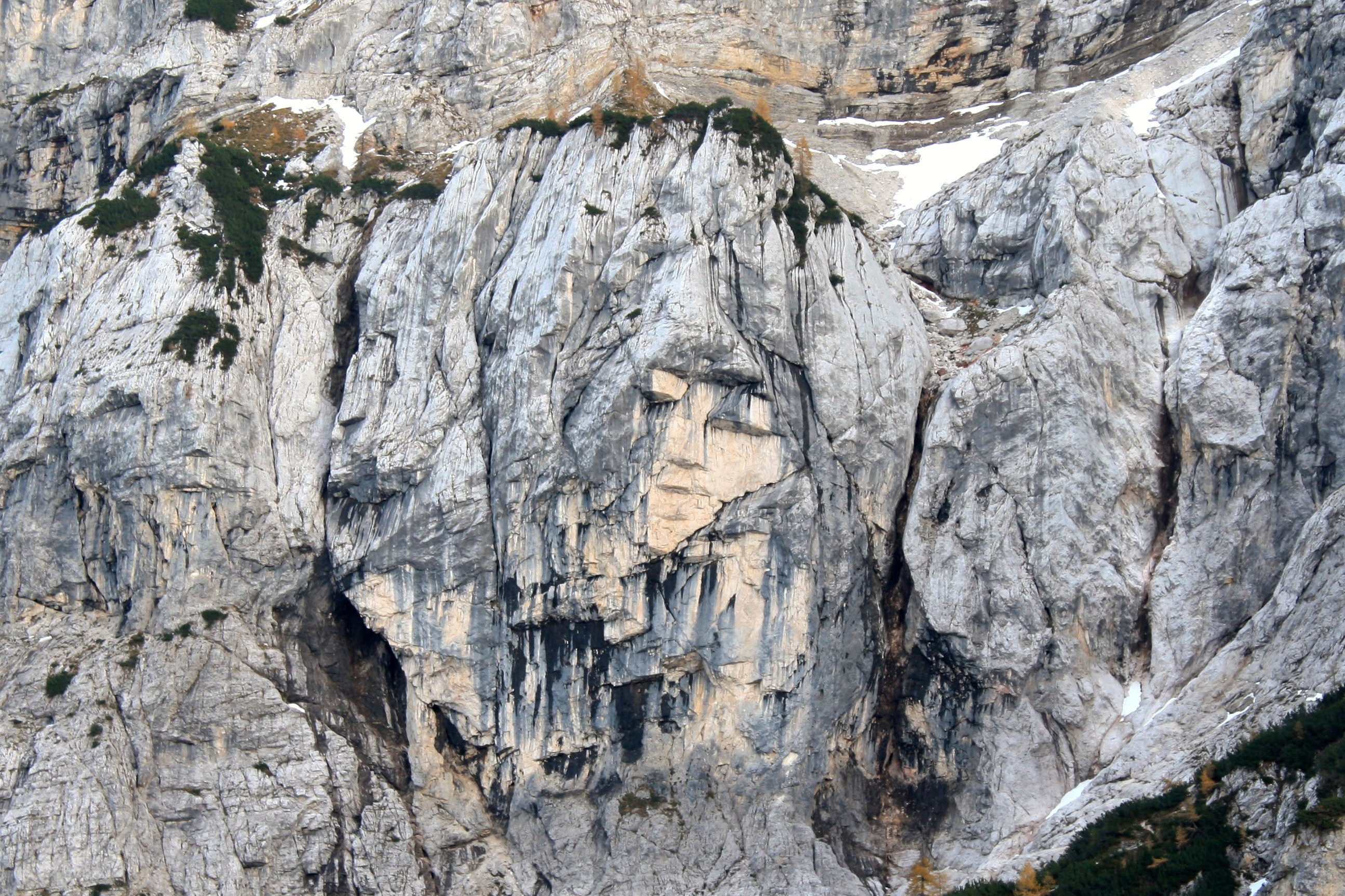
La Muchacha Pagana, en el lado norte del monte Prisojnik.

La Muchacha Pagana (Ajdovska deklica, en esloveno) es una imagen en piedra de una cara femenina en la empinada pared septentrional del monte Prisank, en el noroeste de Eslovenia. La imagen se ve mejor desde el mirador de la colina junto a la cabaña Poštar, en el puerto de montaña de Vršič (1611 m s. n. m.), a 2 km al norte del acantilado.

## Leyenda

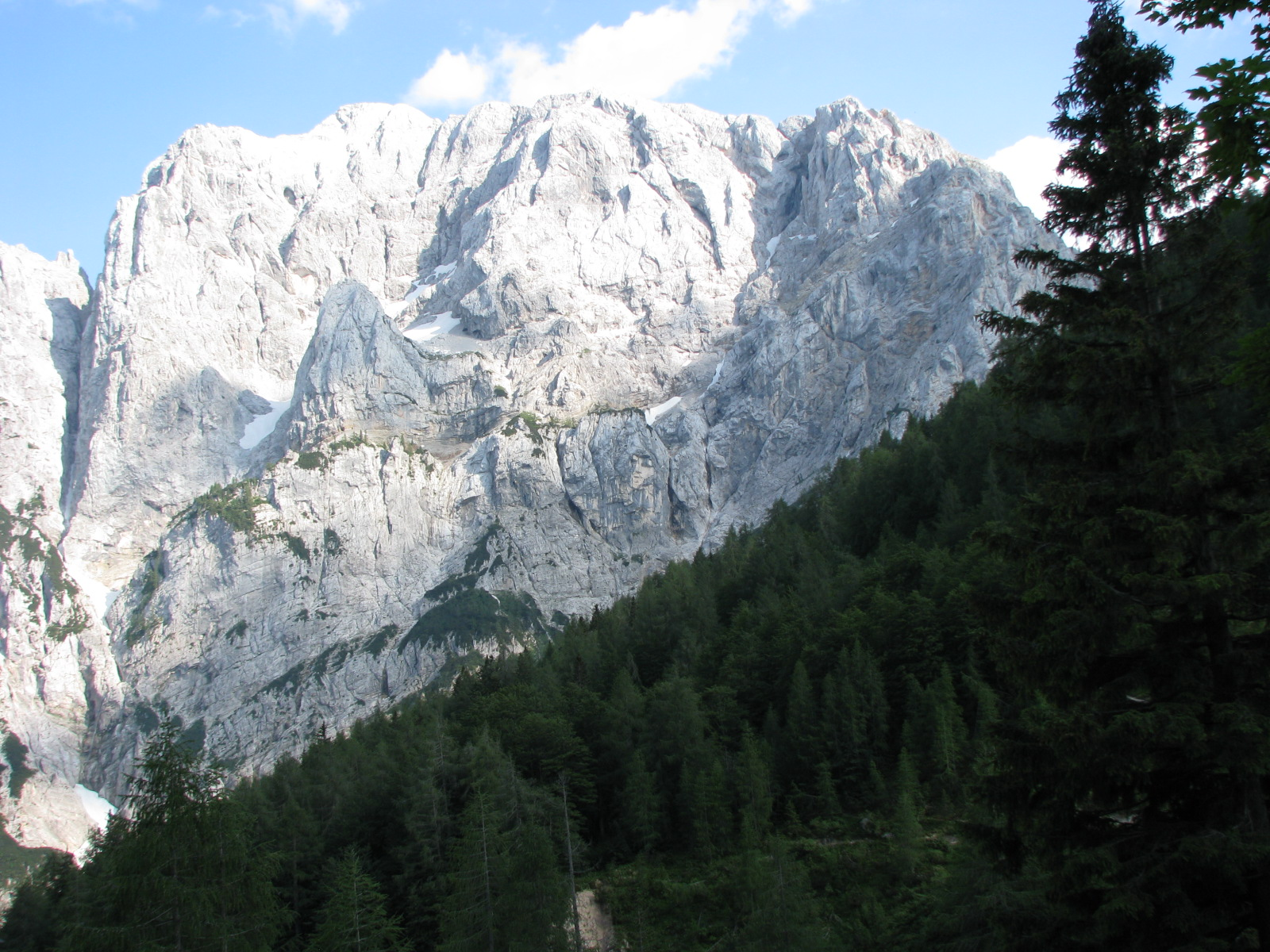
La Muchacha Pagana (en el centro) vista desde el paso de.

Existe una leyenda de cómo la Muchacha Pagana terminó grabada en el acantilado. Se han conservado pocos escritos de esta leyenda. Uno de ellos, del libro Babica pripoveduje (‘cuenta la abuela’), trata de una ninfa de buen corazón que vivía bajo las paredes salientes del monte Prisojnik (o Prisank) y guiaba a los viajeros por la nieve arremolinada desde el paso de Vršič (2 km al norte) hasta Trenta (23 km al sur). Cuando los viajeros regresaban le dejaban comida bajo el Prisank, así que nunca tenía sed o hambre. También era profetisa. Visitaba a las madres jóvenes y predecía a los recién nacidos su futuro.
Una noche la ninfa visitó a una vaquera alpina en Trenta, que acababa de tener un hijo. Como la madre dormía, la muchacha pagana se acercó silenciosamente al niño y le predijo que llegaría a ser el cazador que dispararía a Zlatorog, con cuyos cuernos ganaría una riqueza fabulosa. Cuando sus hermanas ninfas oyeron esta profecía, la maldijeron por predecir la muerte del Zlatorog. Así se petrificó al volver bajo el Prisojnik.